# Holorusia yama
Holorusia yama är en tvåvingeart som beskrevs av Alexander 1969. Holorusia yama ingår i släktet Holorusia och familjen storharkrankar. Inga underarter finns listade i Catalogue of Life.